# Писаревка (Казахстан)
Пи́саревка (каз. Писарев) — село у складі району Магжана Жумабаєва Північноказахстанської області Казахстану. Входить до складу Бастомарського сільського округу.
Населення — 319 осіб (2021; 525 у 2009, 624 у 1999, 732 у 1989).
Національний склад станом на 1989 рік:
- росіяни — 52 %.